# Man-Bull
Man-Bull, il cui vero nome è William Taurens, è un personaggio dei fumetti pubblicato dalla Marvel Comics.

## Biografia del personaggio
William "Bill" Taurens è nato a Camden, New Jersey. È stato assunto da Mister Kline per arruolare persone per testare un siero sperimentale (prelevato dai tori) fatta dal suo agente Il professore. Anche se assistito da Itch e Freak Face i suoi tentativi sono stati ostacolati da Daredevil. Di conseguenza, Bill finì per essere la cavia per il siero che lo trasformò in un toro umanoide.
Con i suoi nuovi poteri, Man-Bull ha tentato di vendicarsi su Daredevil e i due si sono scontrati in diverse occasioni. Ha anche combattuto contro Tigra in un bar. Man-Bull è stato poi reclutato da Melter e Whiplash per entrare nella Death Squad di Black Lama.
Man-Bull ha poi cominciato a diventare selvaggio; Ha perso l'uso della parola, gli è spuntata una coda ed è cresciuto di dimensioni disumane. In questo stato, è stato incontrato dal Hulk grigio. Man-Bull continua a peggiorare, è stato reclutato da Wizard per unirsi ai suoi Terribili Quattro insieme a lui, Trapster e Dreadknight. Hanno attaccato un'arena di rodeo e sono stati attaccati da Spider-Man e Turbine.
Man-Bull ha ritrovato in qualche modo l'uso della parola e si è unito a Armadillo, Equinox, Hypno-Hustler, Chip Martin e Jackson Wheele ad una riunione Anonima Villains.
Man-Bull si unì successivamente al Costrittore, Tombstone, Warhawk e un certo numero di agenti dello S.H.I.E.L.D., ad un attacco di un impianto AIM che stava lavorando su un Android Null dalla tecnologia rubata da Reed Richards.
Più tardi, ritornato cattivo e ora con i capelli verdi, è tornato a New York City e ha combattuto la cosa.
Quando Al Kraven (il figlio di Kraven) ha iniziato a raccogliere uno zoo di super-umani a tema animale, Man-Bull è chiaramente visto in una delle gabbie. In seguito ha combattuto Grizzly che lo ha buttato fuori e ha strappato il suo corno sinistro.
Durante la Dark Reign, Man-Bull era tra i cattivi analizzati da Quasimodo per Norman Osborn. Quando è stato imprigionato al Raft, Man-Bull ha combattuto l'Uomo Assorbente nel torneo annuale di Boxe di Raft e ha perso contro di lui nel turno finale.
Durante Fear Itself, Man-Bull è tra i cattivi che sfugge dalla zattera dopo ciò che ha fatto Juggernaut, sotto forma di Kuurth: Breaker of Stone. Quando lui, Basilisco e Griffin sono visti attaccare una banca, Ercole arriva e scopre che la quarta persona con i cattivi è effettivamente Hecate. Quando un Kyknos risorto finisce per combattere Ercole, Man-Bull e Basilisk fuggono. Dopo che Hercules recupera dalla sua lotta con Kyknos, lui e Griffin sono riusciti a cercare Basilisk e Man-Bull e convincerli a contribuire a combattere Kyknos e Hecate.
Dopo Avengers vs X-Men, Man-Bull è stato tra i cattivi che hanno partecipato alla rivolta in carcere. Rogue e Mimic sono stati gli unici a fermare la rivolta copiando i poteri di Armadillo, Equinox e Man-Bull per farlo.
Man-Bull più tardi ruba un camion corazzato e probabilmente viene sparato fatalmente dal Punisher.
Come parte di All-New, All-Different Marvel, Man-Bull ha incontrato il Warlock smeraldo su Santorini e lo ha infuso con le energie che gli hanno fatto credere che fosse l'effettivo Minotauro. Con qualche aiuto da parte di Hecate, Scarlet Witch ha accettato di aiutarlo.

## Altre versioni

### Spider-Ham
Nell'universo di Spider-Ham, la controparte di Man-Bull in questa realtà è una rana chiamata Bull-Frog.

## Altri media
- Man-Bull compare in un episodio della serie televisiva del Marvel Cinematic Universe, intitolata She-Hulk: Attorney at Law, ed è interpretato dall'attore Nate Hurd.